# HEAVEN (濱崎步單曲)
《HEAVEN》（天堂）是日本歌手濱崎步於2005年9月14日發行的第37張單曲，最終的銷售量超過三十二萬。〈HEAVEN〉為搭配電影《甲贺忍法帖》的主題曲。
2007年2月28日发售《A BEST 2》时特别架设的网站上举办了人气投票，《HEAVEN》是人气投票中的亞军，亦爲《A BEST 2 -BLACK-》收錄曲中的冠軍。

## 收錄歌曲
全曲作詞：濱崎步

### CD
1. HEAVEN "Original Mix"　
作曲：菊池一仁／編曲：中野雄太、KZB
松竹電影「忍」主題曲
2. Will "Original Mix"　
作曲：CREA + D・A・I／編曲：tasuku
Panasonic「LUMIX FX9」廣告歌曲 (由本人演出)
3. alterna "Orchestra Version"
4. HEAVEN "Piano Version"
5. HEAVEN "Original Mix -Instrumental-"
6. Will "Original Mix -Instrumental-"

### DVD
1. HEAVEN (video clip)
2. HEAVEN (photo gallery)
3. HEAVEN (TV-CM)